# ダイエースペースクリエイト
株式会社ダイエースペースクリエイト（英: The Daiei Space Create）は、東京都江東区に本社を置き、店舗開発や販売促進など「ソフト面」全般の開発を手がけるダイエーグループの企業である。

## 概要
- 新しいダイエーを作るにあたり、ダイエーグループ各社の店舗設計や催事の企画運営、広告作成、インターネット通販といった、（既存のインフラを活用したうえでの）販売戦略展開に事業を特化した会社を作ることになった。
- 2006年3月30日、1958年設立の休眠会社を活用して「株式会社ダイエースペースクリエイト」が発足[2]。親会社のダイエーからの出向社員により、2006年5月1日に「スペースクリエイト事業」「ネットビジネス事業」「インストアメディア事業」の3事業を柱として事業を開始した。
- 2007年2月現在、ダイエーグループのサイトで展開しているオンライン販売の運営を行っているほか、ダイエーグループ各店舗に社員が出向し（ただし、当社の社員はそもそもダイエーからの出向社員であるが）、店舗ごとに地域に密着した独自の催事・イベントの企画や交渉を一手に引き受けている。
- なお、広告については、長らくダイエーの完全子会社であったジャパンプリントシステムズがダイエーグループの広告を引き受けているが、同社は2007年2月14日にダイエーとの資本関係が切れダイエーグループから独立している。
- スペースクリエイト事業の保管ツールとしてWEBマッチングツール「あなたの街のコンシェルジュ」のサービス提供、運営を行っている。
- なお、あなたの街のコンシェルジュは現在、北海道版、宮城県版、埼玉県版、千葉県版、東京都版、神奈川県版、静岡県版、愛知県版、京都府県版、大阪府版、兵庫県版、岡山県版、香川県版、福岡県版、熊本県版、鹿児島県版の16版体制である。

## 沿革
- 1958年7月 - 会社設立（十字興業株式会社）

十字興業株式会社時代の当社については十字屋 (百貨店)を参照のこと。
- 2006年2月28日 - 親会社の株式会社十字屋が当社に対する5,925百万円の債権を放棄（当社の整理完了）。

同日時点での当社の資本金は1,000万円であった。また、十字屋・当社とも同日時点では休眠会社である。
- 2006年3月30日 - 資本金を438百万円に増強のうえ、「株式会社ダイエースペースクリエイト」に商号変更

同日時点の本社所在地は、十字興業株式会社時代の東京都台東区柳橋2丁目20番11号であった。
- 2006年5月1日 - 事業を開始
- 2012年11月22日 - 「あなたの街のコンシェルジュ」をリリース